# Tres Marias-kanin
Tres Marias-kanin (Sylvilagus graysoni) är en däggdjursart som först beskrevs av J. A. Allen 1877.  Sylvilagus graysoni ingår i släktet bomullssvanskaniner, och familjen harar och kaniner.
Det vetenskapliga namnet syftar på en forskningsresande med namnet Grayson som fångade den individ som användes av Allen för att beskriva arten (nominatformen).
Inga underarter finns listade i Catalogue of Life samt Wilson & Reeder (2005). En studie av Cervantes (1997) listade två underarter.
- Sylvilagus graysoni graysoni
- Sylvilagus graysoni badistes

Arten lever endemisk på den mexikanska ögruppen Islas Marías i Stilla havet ungefär 150 km väster om det mexikanska fastlandet. Kaninen vistas i låglandet och i kulliga områden upp till 350 meter över havet. Den lever i tropiska skogar som kan vara torr och lövfällande eller fuktiga.
Tres Marias-kanin hotas främst av habitatförstöring när skogar omvandlas till jordbruksmark eller samhällen. Den påverkas även av introducerade konkurrenter som vitsvanshjort, gris, get och svartråtta. Populationen minskar och på vissa öar hittades 1987 inga kaniner. IUCN kategoriserar arten globalt som starkt hotad.
Denna bomullsvanskanin beskrivs som lika stor som den östliga bomullssvanskaninen (Sylvilagus floridanus) som har en vikt av cirka 1,3 kg. Kroppslängden inklusive svans är ungefär 48 cm. Svansen är 3 till 5 cm lång och öronen ungefär 6 cm stora. Arten har brun till rödbrun päls på ovansidan, något ljusare päls på bålens sidor och vit päls på undersidan. Påfallande är en brun fläck på strupen.
Det är nästan inget känt om artens levnadssätt. Besökare på öarna berättar ofta att kaninen är orädd för människor.